# Луидор-2239
Луидор-2233, Луидор-2237 и Луидор-2239 — российские микроавтобусы, выпускаемые нижегородской компанией Луидор с 2008 года на шасси Volkswagen Crafter и с 2024 года на шасси IVECO Daily.

## Первое поколение
Выпуск микроавтобусов Луидор-2233 начался в 2008 году на шасси первого поколения Volkswagen Crafter. Автомобили выпускались на базе Луидор-2234 (Mercedes-Benz W906), но оснащались двигателями Volkswagen. Рабочее место водителя было позаимствовано у Volkswagen Constellation. Кроме микроавтобусов, существуют также грузопассажирские автомобили, маршрутные такси, автобусы для перевозки лиц с ограниченными возможностями, автомобили скорой помощи и катафалки. В 2011 году автомобили прошли рестайлинг с обновлением экстерьера в соответствии со стилистикой бренда VW того времени и заменой силовых агрегатов на более современные и экономичные и стали называться Луидор-2237.

## Второе поколение
Автомобили Луидор-2239 начали выпускаться в 2016 году на шасси второго поколения Volkswagen Crafter, которое было полностью разработано компанией Volkswagen и никак не связано с новым Mercedes-Benz Sprinter. С 2024 года автомобили начали выпускаться на шасси IVECO Daily.

## Технические характеристики
До 2012 года автомобили Луидор-2233, Луидор-2237 и Луидор-2239 оснащались двигателем VW EA189 мощностью 80—100 кВт (109—136 л. с.) при 3500 об/мин и крутящим моментом 300—340 Н·м при 1500—2250 об/мин, с 2012 года автомобили оснащаются двигателем VW EA288 мощностью 120 кВт (163 л. с.) при 4000 об/мин и крутящим моментом 400 Н·м при 1500—2250 об/мин. Автомобили Луидор-2239, выпускающиеся на шасси IVECO Daily, оснащаются двигателями Multijet мощностью 85—155 кВт (116—211 л. с.) и крутящим моментом 320—470 Н·м. Коробка передач — шестиступенчатая механическая.

## Модификации

### Луидор-2233
- Луидор-223300[18]

### Луидор-2237

#### Линейные модификации
- Луидор-223700[19]
- Луидор-223701[20]
- Луидор-223702[21]
- Луидор-223703[22]
- Луидор-223704[23]
- Луидор-223705[24]
- Луидор-22370A[25]
- Луидор-22370B[26]
- Луидор-22370C[27]
- Луидор-22370D[28]
- Луидор-22370E[29]
- Луидор-223710[30]
- Луидор-223711[31]
- Луидор-223712[32][33]
- Луидор-223720[34]
- Луидор-223722[35]
- Луидор-2237D3[36][37]
- Луидор-2237D5[38]

#### Служебные модификации
- Луидор-2237C0 — автомобиль скорой помощи[39]
- Луидор-2237E7 — грузопассажирский вариант[40]
- Луидор-2237F — серия ритуальных автобусов[41]

### Луидор-2239
- Луидор-223900[42]
- Луидор-223902[43]